# Васильев, Андрей Юрьевич (музыкант)
Андрей Юрьевич Васильев (прозвище «Худой»; 22 декабря 1959, Ленинград) — советский и российский рок-гитарист.

## Биография
Заниматься музыкой начал в юности, играя на гитаре во дворе. Тогда его кумирами были Юрий Ильченко и группа «Машина Времени». В 1978 году пошёл в армию, где играл в военном оркестре. До армии поступал в Высшее Военно-Морское Училище им. М. В. Фрунзе, как один из немногих окончивших 10 классов. Окончил Московский заочный народный университет искусств, получил диплом аранжировщика.
В 1980—1984 годах играл джаз-рок в ленинградской группе «Фрагмент». В это время на мировоззрение музыканта влияли группы «Странные игры» и «Аквариум».
В 1983 году через своего знакомого Петра Самойлова познакомился с Константином Кинчевым. Также в 1980-е годы дружил с Андреем Пановым.
В 1986 году попал в группу «ДДТ». В её составе в период с 1987 по 1998 год записал 7 альбомов. Его фото попало на обложку альбома «Пластун». В 1998 году во время репетиции программы «Мир Номер Ноль» покинул группу.
В 1999 году Сергей Чиграков привёл Васильева в группу «Разные люди», где музыкант играл до 2013 года, после чего, успев записать свои партии в альбоме «Чернец», уезхал на постоянное место жительства в Израиль. Поселился в Нетании.
Параллельно Васильев принимал участие в таких проектах, как «АУ 600», «Дубы-Колдуны», «Полковник и Однополчане» (во времена «DDT» и «Разных людей»), «Шива» (группа Захара Мая), «Электрические партизаны», «Rockмеханика» Александра Ляпина, «Начальник ЖЭКА», «А. В. О. С. Ь.», сотрудничал с Константином Рябиновым.
Женат, есть дочери Ксения и Диана.

## Дискография
АУ проект 600
- 1988 — Песенники и пёсенники

А. В.О. С.Ь.
- 2000 — Документальный сон
- 2005 — Непридуманный

Адаптация
- 2009 — Песни любви и протеста

ДДТ
- 1987 — Я получил эту роль
- 1991 — Оттепель
- 1991 — Пластун
- 1992 — Актриса Весна
- 1993 — Чёрный пёс Петербург
- 1994 — Это всё… (сингл)
- 1994 — Это всё…
- 1996 — Любовь
- 1997 — Рождённый в СССР

Дубы Колдуны
- 1993 — Там, за горизонтом
- 1995 — Не повторяется такое никогда?

Захар Май + Шива
- 2003 — Чёрные вертолеты

Кузьма & ВиртУОзы
- 2014 — Sancta Simplicitas

Начальник ЖЭКа
- 2012 — Кто ты?

Полковник и однополчане
- 1996 — Первый призыв
- 1999 — Война и любовь
- 2011 — Два солнца

Разные люди
- 2001 — Comeback in America
- 2002 — Flashback
- 2002 — Superбизоны
- 2003—911
- 2004 — Акустика
- 2004 — Разные песни
- 2005 — Чиж & Co и Разные люди. 44
- 2007 — Неизданное
- 2008 — Дороги
- 2012 — Разные люди в Америке
- 2012 — Разные Люди и Чиж & Co. Один день вместе
- 2013 — Чернец
- 2014 — Чёрный ворон, я не твой!

Святослав Задерий
- 1997 — Магна Матэр. Филантроп

Чёрный Лукич
- 2011 — Кривое колено